# 電子出版
電子出版（でんししゅっぱん、英: electronic publishing）とは、出版の電子化および電子化された出版物の総称のことで、デジタル出版ともよばれる。
当初は紙の本や雑誌といった印刷物の編集から印刷までの工程をコンピュータ化した出版のことを電子出版とよんでいたが、やがて電子化された出版コンテンツ（デジタルコンテンツ）そのものをCD-ROMなどのパッケージメディアで出版することやインターネットなどで配信することをそう呼ぶようになった。現在は携帯端末やタブレットといった電子書籍リーダーの普及とインターネットの大容量化によりネット配信が主流となっている。
電子出版は便宜上、電子ジャーナルと電子書籍に区分される。一般的には文字や画像といった印刷資料か、それに多少の音声や動画を加えたものを指し、音声や動画が中心のものは通常は電子出版とはよばない。

## 概要
電子出版の概念は、技術の進歩と社会との関わりの中で変化し続けている。電子出版という言葉が登場した1980年代半ばは、DTPによる「電子編集制作」や、CD-ROMなどによる「パッケージ系電子出版」を主に指した。日本では1986年に日本電子出版協会が設立され、仕様の標準化や普及活動を行った。
1990年代半ばからは、インターネットの普及により、本の内容を持つデジタルコンテンツをインターネットを利用して配信する「オンライン系電子出版（ネットワーク出版）」が主流となっている。例えばAmazon Kindleの場合、Kindleストアと呼ばれるオンラインショップでコンテンツを購入すると、3Gデータ通信を介してコンテンツが端末にダウンロードされる。購入履歴はサーバ上に保存されているため、コンテンツを端末から削除しても必要に応じて再度ダウンロードすることが可能である。日本では専用の電子書籍端末（電子書籍リーダー）がまだ普及しておらず、電子出版のコンテンツは携帯電話とPCを中心に販売されている。
紙媒体の本を電子化したものの他に、紙媒体が存在せず、電子書籍のみの読み物も存在する。特に漫画ではKindle ダイレクト・パブリッシング等で、出版社を通さずに漫画家個人が電子書籍様式として作成し、販売する事例が増加する傾向にある。

## 主な配布方法
- PDF 形式
- .book 形式
- EPUB 形式
- テキスト 形式
- HTML 形式

## 日本の電子出版関連団体
- 日本電子出版協会 - 出版社、電気メーカー、ソフトハウス、印刷会社などによる団体。
- 電子出版制作・流通協議会 - 凸版印刷、大日本印刷、電通による団体。
- デジタル出版者連盟 - 出版社らによる団体。
- 一般社団法人ABJ - 電子書籍流通事業者、IT・通信事業者、著者権者団体といった複数の関係者で構成される団体
- デジタルメディア協会 - デジタルメディアにおけるコンテンツ制作やサービス提供を行なっている企業による団体

## 日本の主な電子書籍の出版社
- 株式会社パブリッシングリンク
- 株式会社BookLive（ライブコミックス、KATTS、シガリロ、ブリック出版） - 凸版印刷の子会社。フレックスコミックスの親会社
- エヌ・ティ・ティ・ソルマーレ株式会社（ソルマーレ編集部、シーモアコミックス） - 西日本電信電話の子会社。
- 株式会社アムタス（アムコミ） - 帝人グループインフォコムの子会社
- 株式会社ビーグリー - ぶんか社の親会社。Bbmfマガジン（現・青泉社）から一部コンテンツを継承。
- 株式会社パピレス（Rentaコミックス、DeNIMO）
- 株式会社マンガボックス - TBSホールディングスの子会社
- 株式会社ウェイブ（wwwave comics、スクリーモ、パチカ） - 彗星社のグループ会社。
- LINE Digital Frontier株式会社 - NAVERグループ。「LINEマンガ」の運営会社。前身はLINE。日販アイ・ピー・エス経由で紙書籍に進出（撤退済み）。
- 株式会社CLLENN（CLLENN、 DEEPER-ZERO） - DMMグループ。前々身は、株式会社コミックストック（コミックストック、Mosh！、カゲキヤ出版、 オトメチカ出版）・株式会社フューチャーコミックス・株式会社GIGATOON Studio、前々身はコミディア（コミディア、オトメチカ出版、カゲキヤ出版）と株式会社未来少年のメディアパブリッシング事業部、前前々身は株式会社ソニー・デジタルエンタテインメント・サービスのイーブック部門（ソニー・デジタルエンタテインメント・サービス、オトメチカ出版、カゲキヤ出版）
- 有限会社グループ・ゼロ - 松文館の関連会社。
- 株式会社ファンギルド（ファンギルド、モバイルメディアリサーチ、Rush!） - 日販グループホールディングスの子会社、インプレスホールディングスの持分法適用関連会社。前身はクリエイターズギルド、前々身はモバイルメディアリサーチ（前：ミュージックメディアリサーチ、後：IMA）。前々身のミュージックメディアリサーチが2005年2月ケータイ電子書籍シリーズ「girls pocket book」を配信開始して電子書籍出版に参入[5]。日販アイ・ピー・エス経由で紙書籍に進出
- 株式会社ICE（ICE、天海社、CoMax） - インプレスホールディングスの子会社
- アイエムエー株式会社 - 日販アイ・ピー・エス経由で紙書籍に進出。日本出版販売、ファンギルド、Sunny noteの3社により設立され、その後日販グループから離脱。
- デジタルカタパルト株式会社（デジカタ編集部） - 共同印刷の子会社
- 株式会社インタープレイ（インタープレイ、いるかネットブックス）
- 株式会社ボイジャー - 1992年に萩野正昭と米国Voyager Company（英語: Voyager Company）とのジョイント・ベンチャーにより設立された電子出版社
- 株式会社まんがびと - 電子書籍出版とPOD出版社
- 株式会社オリオンブックス
- グーテンベルク21 - 主に海外文学の訳書
- 株式会社グリシーヌ（夕霧文庫）
- taskey株式会社 - e-Storyアプリ「peep（ピープ）」の運営会社。
- 株式会社アイデア出版（アイデア出版・くるみ舎）
- 株式会社フロム・サウス・フィルム（IRIEnovel）
- パルプライド - 編集プロダクション。エンジェライト文庫で電子書籍出版に進出。
- 株式会社U-NEXT - 紙書籍に進出。
- 株式会社金風舎 - 株式会社デジカルの子会社。紙書籍に進出。
- 株式会社クリーク・アンド・リバー社（アマゾナイトノベルズ、アマリリスコミックス、アフォガードコミックス）
- 宇都宮ケーブルテレビ株式会社（ミーティアノベルス、ネット文庫星の砂、スターダストノベルス）
- 株式会社アドレナライズ
- 株式会社リ・ポジション（夢中文庫）
- 株式会社ディーピーエヌ（DPNブックス）
- 株式会社forcs - ゲオグループ。旧株式会社ゲオインタラクティブ。株式会社リテールコムから一部コンテンツを継承して事業開始
- 株式会社ライドオン（FILL-IN） - 旧たかだ書房。書店直卸の音楽雑誌の出版社から電子書籍出版社に移行
- 株式会社Bevy
- 株式会社クルックブックス
- 有限会社佐藤漫画製作所（佐藤漫画製作所、電書バト） - 漫画家の佐藤秀峰による漫画制作・電子書籍配信会社
- 株式会社プレステージ出版 - プレステージのグループ会社。電子書籍出版とPOD出版社
- 株式会社渋谷六花舎 - プレステージのグループ会社。
- 株式会社サイコロブックス - 幻冬舎経由で紙書籍に進出。

## ソフトウェア
- Re:VIEW[6] デジタル出版システム

## 関連文献
- 斉藤孝『電子出版 「紙の本」から「電子の本」へ』日本経済新聞社、1993年7月16日。ISBN 4532400325。
- 西川秀男; 高田和彦; 長谷川秀記; 前田俊秀『電子出版の実務 マルチメディア時代のビジネス』日本エディタースクール出版部、1997年3月21日。ISBN 4888882606。
- 日本電子出版協会 編『電子出版クロニクル JEPAのあゆみ』日本電子出版協会、2009年1月25日。ISBN 978-4990440404。
- 立入勝義『電子出版の未来図』PHP研究所〈PHP新書〉、2011年1月5日。ISBN 978-4569793535。